# Вулька-Ланенцька
Вулька-Ланенцька (пол. Wólka Łanięcka) — село в Польщі, у гміні Опіноґура-Ґурна Цехановського повіту Мазовецького воєводства.
Населення — 48 осіб (2011).
У 1975-1998 роках село належало до Цехановського воєводства.

## Демографія
Демографічна структура станом на 31 березня 2011 року:
|          | Загалом | Допрацездатний вік | Працездатний вік | Постпрацездатний вік |
| -------- | ------- | ------------------ | ---------------- | -------------------- |
| Чоловіки | 24      | 6                  | 14               | 4                    |
| Жінки    | 24      | 4                  | 14               | 6                    |
| Разом    | 48      | 10                 | 28               | 10                   |